# Люк (Ігринський район)
Люк (рос. Люк) — присілок в Ігринському районі Удмуртії, Росія.

## Населення
Населення — 47 осіб (2010; 60 в 2002).
Національний склад станом на 2002 рік:
- удмурти — 98 %

## Урбаноніми[3]
- вулиці — Сонячна